# Manuel Penella Raga
Manuel Penella Raga (Massanassa, 1847 - València, 20 d'abril, 1909) va ser un compositor valencià, pare del també compositor Manuel Penella Moreno (1880-1939).
Va estudiar solfeig i flautí. Posteriorment va ingressar en la Banda Municipal d'Alacant, però degut a problemes de salut i a la seua curta edat, la seua família el va fer tornar a València. Ingressà com a infantet en el Col·legi del Patriarca i va ser alumne de l'Escola de Música de la Societat Econòmica d'Amics del País de València, on va ser deixeble del compositor i organista de la catedral de València Pasqual Pérez Gascón i, en morir aquest l'any 1864, el va substituir en la direcció de l'Escola Popular de Música de la Societat Econòmica d'Amics del País, origen del Conservatori de la ciutat, del qual va ser professor i director.
Va crear el conjunt vocal anomenat Orfeó Valencià, i l'any 1899 accedí a una plaça de professor especial de música i cant de l'Escola Normal Superior de Mestres de València. Va crear així mateix la primera Escola Municipal de Música per a xiquets.
Com a compositor deixà obres per a cor infantil, diverses peces de saló per a cant i piano sol i unes quantes sarsueles.
Considerat com una personalitat destacada de la Renaixença valenciana, fou president de la secció de música de Lo Rat Penat i mestre de Josep Serrano i Vicent Lleó.
Va escriure diverses obres pedagògiques, entre les quals cal destacar un Método elemental para piano.

## Obres
Llista no exhaustiva

### Sarsuela
- 1893 El queso de bola, sainet líric
- 1893 Sidi-Guariach
- 1899 Don Canuto
- 1899 Sacristán y cantinero, sarsuela en 1 acte
- 1899 Un anticuario